# 伍德哈爾鎮區 (密歇根州)
伍德哈爾鎮區（英語：Woodhull Township）是位於美國密歇根州夏厄沃西縣的一個行政鎮區。

## 地方資料
伍德哈爾鎮區的面積為70.90平方千米，當中陸地面積為66.10平方千米，而水域面積為4.80平方千米。根據2020年美國人口普查的數據，當地共有人口3687人，而人口密度為每平方千米52人。